# 恒丰路
恒丰路是中華人民共和國上海市靜安區的一條道路。北至京沪铁路旁的遠景路，南抵蘇州河邊的光復路。全长1604米。道路始建於清朝光绪二十九年（1903年），當時當局修建汇通桥时順帶修建道路，而匯通橋又名新大橋，所以道路起名為新大桥路。中華民国3年（1914年）道路更名為恆豐路，路名來自於路南邊的恒丰丝厂。沿途有上海火車站南廣場。